# Simon D’Ujanga
Simon Giw D’Ujanga (* 24. August 1953, Distrikt Zombo) ist ein ugandischer Elektro-Ingenieur und Energieminister. Er wurde am 1. Juni 2006 in diese Position berufen und hat sie auch nach mehreren Cabinettsumbildungen bis 2019 weiter inne. Sowohl am 16. Februar 2009, als auch am 27. Mai 2011, und am 15. Dezember 2019 wurde er erneut in sein Amt berufen. Aufgrund seines Ministerpostens ist er auch ex-officio Mitglied des Parlaments von Uganda (MP).

## Leben

### Jugend und Ausbildung
D’Ujanga wurde am 24. August 1953 im Distrikt Zombo geboren.
Er erwarb einen Bachelor of Science (BSc) in Electrical Engineering (Elektrotechnik) an der Makerere-Universität, Ugandas ältester Universität (1922). Außerdem erwarb er einen Master of Science (MSc) an der Aston University in Birmingham, Vereinigtes Königreich. Außerdem hat er weitere Qualifikationen und Fortbildungen in Electrical Engineering und in Recht erworben.

### Karriere
D’Ujanga diente zunächst als Deputy Managing Director des Uganda Electricity Board (UEB), der ehemaligen staatseigenen Elektrizitätsgesellschaft (1994–1997). Von 1997 bis 1998 war er Managing Director. 2001 stieg er in die Politik ein und kandidierte für den Parlamentssitz des Okoro County, Distrikt Nebbi. Er gewann die Wahl. 2006 wurde er erneut gewählt. Am 1. Juni 2006 wurde er zum State Minister for Energy ernannt, eine Position, die er bis dato (2021) innehat. 2010 wurde allerdings das Okoro County vom Distrikt Nebbi abgespalten und als Zombo District neu gefasst. In den Parlamentswahlen 2011 verlor D’Ujanga daraufhin seinen Sitz an Stanley Oribudhou Omwonya, den Mitbewerber aus seiner eigenen Partei National Resistance Movement.

## Familie
Simon D’Ujanga ist verheiratet. Er ist Mitglied der Partei National Resistance Movement.